# 4.ª Brigada de la Guardia (Croacia)
La Cuarta Brigada de la Guardia, también conocida como Las Arañas (en croata: Pauci), fue una brigada del Ejército de Tierra de Croacia que participó en la Guerra de Croacia. Fue una de las unidades más conocidas de la guerra, y estuvo activa hasta la reorganización de 2008, cuando se fusionó con la Brigada Motorizada de la Guardia.

## Nombre
La brigada fue nombrada así luego de que uno de sus comandantes, el general Andrija Matijaš Pauk, fuera asesinado por las fuerzas serbias en Mrkonjić Grad, Bosnia y Herzegovina, el 9 de octubre de 1995, durante la Operación Movimiento Sur, la última acción del ejército croata en la guerra. La 4.ª Brigada de la Guardia tomó el apodo poco tiempo después. Pauk significa "araña" en croata.

## Formación
La 4.ª Brigada de la Guardia fue fundada el 28 de abril de 1991 como parte de la formación de la Guardia Nacional Croata a principios de la guerra de Croacia. Al principio, la brigada estaba compuesta por 130 policías jóvenes que se habían ido de la policía para recibir entrenamiento militar para fines especiales en Kumrovec bajo el mando del Ministerio del Interior. La mayoría de ellos eran de Livno, Tomislavgrad, Kupres, Široki Brijeg, Trebižat, Ljubuški, Stolac y Bugojno, pueblos del oeste de Herzegovina y del centro de Bosnia. Llegaron a Split el 30 de mayo de 1991 y se establecieron en el Hotel Split. Desde el Hotel Split trasladaron su sede al Hotel Resnik en Resnik. Allí, el primer batallón de la brigada se fundó bajo el mando de Gento Međugorac, cuyo delegado fue Ivan Zelić. Dentro del batallón, se formó una primera compañía (llamado la "Segunda Compañía") a partir de los primeros miembros de la brigada , al mando de Ilko Pavlović, mientras que el comandante de la segunda compañía (llamada la "Primera Compañía") fue Joško Macan. Poco después, recibieron voluntarios desde Kaštel y otros lugares, lo que permitió la formación de una tercera compañía comandada por Mario Udiljak. Parte de la brigada fue a Imotski para formar y reforzar la tercera batallón, otra parte de ellos fue a Vrlika y Sinj a formar y reforzar el segundo batallón, y la última parte fue a Metković y Dubrovnik para formar una unidad en esas dos ciudades. La segunda compañía no contaba, formalmente, con ningún soldado, pero recibió la orden de enrolarse en el Ejército Popular Yugoslavo, forman una unidad e ir a Kruševo, cerca de Zadar, como su primera tarea.

## Guerra
La 4.ª Brigada de la Guardia fue una de las unidades que no fue entrenada antes de la guerra, por lo que ganó sus habilidades durante la misma. El lema de la brigada era In hoc signo vinces. Su primer tarea fue la de liberar Kruševo, y lo hicieron en julio de 1991. Pronto, la brigada participó en las acciones de defensa y liberación de Zadar, Sinj, Drniš, Šibenik y Vodice, hasta que participaron del asedio de Dubrovnik y de esa región en las operaciones Tigre y Vlastica. Tras la liberación de Dubrovnik y de las acciones en el Frente Sur, la unidad participó en la Operación Maslenica, que terminaron con éxito. Después de la operación Maslenica, la brigada participó en la Operación Invierno '94, Operación Salto 1, Operación Salto 2, Operación Verano '95, Operación Tormenta y Operación Maestral.
La 4.ª Brigada de la Guardia era famosa porque nunca había perdido una batalla o la posición, por lo que el ministro de Defensa de Croacia, Gojko Šušak, declaró que «el ejército croata tiene 7 brigadas en su composición, que son bien entrenadas y bien armados, pero solo una brigada es una brigada de choque, y esa es la 4.ª Brigada de la Guardia».
Durante la guerra de Croacia, 193 miembros de esta brigada fueron muertos, y sus imágenes se han añadido al sitio conmemorativo en la capilla Sveti križ del cuartel Dračevac en Split. Durante su existencia, la brigada cambió numerosamente de comandantes: los generales Ivo Jelić, Mirko Šundov y Damir Krstičević eran comandantes de guerra, mientras que los comandantes en tiempos de paz de la brigada eran los brigadieres Ante Kotromanović, Zvonko Asanović, Blaž Beretin y Mladen Fuzul.

## Reorganización

Signo del 2.º Batallón Motorizado "Arañas".

Tras la reorganización del ejército croata, la cuarta brigada se ha convertido en parte de la Brigada Motorizada de la Guardia como el 2.º Batallón Motorizado "Arañas". La Brigada Motorizada de la Guardia también se compone de otras varias brigadas, como la 1.ª Brigada de la Guardia (los "Tigres"), la 2.ª Brigada de la Guardia (los "Truenos") y la 9.ª Brigada de la Guardia (los "Lobos").

## Asociación de Veteranos

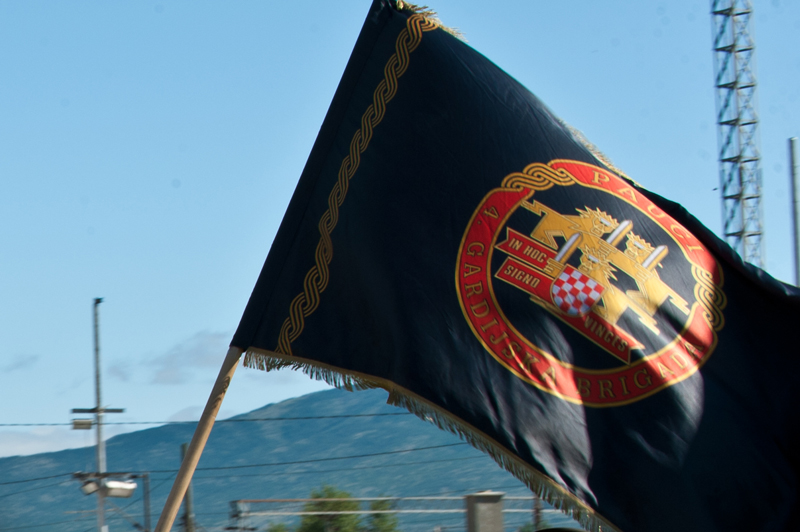
16º aniversario de la Operación Tormenta en Knin.

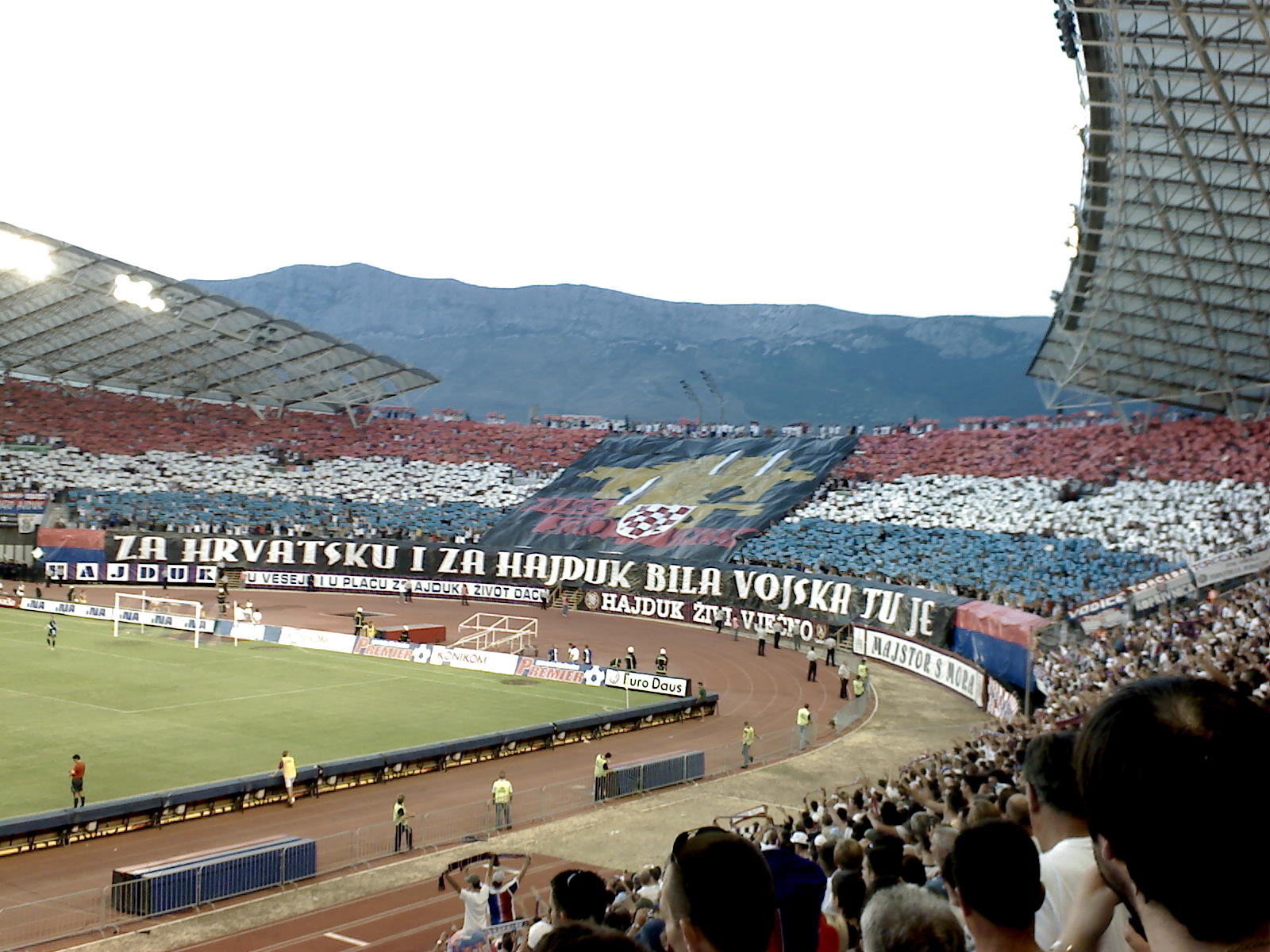
El club de fanáticos del Hajduk Split saluda a la 4.ª Brigada de la Guardia del Ejército Croata.

Los Veteranos de la Guerra de la 4.ª Brigada de la Guardia fundaron la Asociación de Veteranos de la 4.ª Brigada de la Guardia el 21 de junio de 2007. Marcan diversos aniversarios, organizan reuniones de veteranos, tratando los temas de los equipos profesionales para el alivio de la salud, sociales y otras dificultades para los veteranos. El presidente de la asociación es Božo Zadro.

## Marcha
| Croata | Español |
| --- | --- |
| Resnik ih skupi ko' draga mati na zov Domovine. I mladost jurnu na put do sunca, slobodu braniti. Bije boj za mir, za san, ide četvrta, stupa noć i dan. Kruševo i Sinj Unešić i Ston. Križni put je to, pobjeda i tron. Ide četvrta na dušmana, zove Domovina. Padoše mnogi za mir svet, poklonimo se. Spokoj svim zemlja neka im da, svim junacima. Jer ostvaren je tisućljetni san, sad Hrvatska je tu. Neka zvone zvona pobjede za Domovinu. | Resnik los había reunido como una querida madre al llamado de la Patria. Y el joven se precipitó en el camino hacia el Sol, para defender la libertad. Ellos luchan una batalla por la paz, por un sueño, La 4.ª Brigada va, marcha por la noche y el día. Kruševo y Sinj Unešić y Ston. Es el Camino de la Cruz, la victoria y el trono. La 4.ª Brigada ataca al enemigo, La Patria está llamando. Muchos han muerto por la snata paz, vamos a tener un arco. Deje que el país conceda la paz a todos, a todos los héroes. Por un sueño de mil años de edad se ha hecho realidad, Croacia está aquí ahora. Deje que suenen las campanas del anillo de la victoria de la Patria. |